# Katyňské muzeum
Katyňské muzeum ve Varšavě, připomínající Katyňský masakr, je pobočkou Muzea polské armády. Nachází se v areálu Varšavské citadely na ulici Jana Jeziorańskiego 4. Muzeum dokumentuje hromadnou vraždu spáchanou sovětskou NKVD na 22 tisících válečných zajatců a vězňů držených v letech 1939-1940 v sovětských internačních táborech a věznicích. O události pojednává celovečerní film Katyň režiséra Andrzeje Wajdy z roku 2007. 
Komunistický režim v Polsku udržoval pod sovětským tlakem a v rozporu s historickými fakty falešnou interpretaci (Katyňská lež), podle které zmasakrovala polské vojáky německá armáda, která roku 1941 hromadné hroby odhalila. Teprve v roce 1990 přestal Sovětský svaz tvrdit, že se tohoto zločinu dopustilo Německo, a odtajnil rozhodnutí, pod nímž byl podepsán Stalin, Molotov a čtyři další členové politbyra – tímto rozhodnutím se politbyro přiklonilo k žádosti Beriji, aby se záležitost 14 700 zajatců a 11 tisíc představitelů polských elit, zatčených sovětskou mocí, „vyřídila mimořádnou formou a byl vůči nim uplatněn nejvyšší trest – zastřelení.“ 
Katyňský masakr připomíná také Katyňské údolí (Dolinka Katyńska) na varšavském vojenském hřbitivě Powązki. Na rohu ulice Senatorska a Zámeckého náměstí je od dubna 2012 umístěn Katyňský pomník. V sousedství Katyňského muzea je na ocelové konstrukci nad symbolickým hrobem zavěšen Katyňský zvon se záměrně vytvořeným otvorem po průstřelu. Kromě Varšavy jsou pomníky Katyňského masakru v řadě polských měst i na mnoha místech v zahraničí.

## Historie bádání
Zkoumáním sovětských zločinů se v Polsku zabývá Ústav národní paměti – Komise pro stíhání zločinů proti polskému národu (Instytut Pamięci Narodowej – Komisja Ścigania Zbrodni przeciwko Narodowi Polskiemu, IPN). Jeho Sbírka východních spisů obsahuje kopie dokumentů týkajících se osudů polských občanů na východních územích Druhé polské republiky a v SSSR v letech 1939-1956. 
Myšlenka vytvořit komplexní počítačovou sbírku informací o utlačovaných v SSSR, se objevila počátkem roku 1988, několik týdnů po zahájení práce Východního archivu, který je nyní jednou z agentur Centra KARTA. Počítačové údaje z osobních dotazníků a z pramenných materiálů z postsovětských archivů, které byly získávány od počátku 90. let prostřednictvím sdružení "Memorial" v Moskvě, spisy polských válečných zajatců v SSSR ze Sbírky spisů z ruských archivů uložené v Ústředním vojenském archivu Polska a údaje polského Úřadu pro veterány a oběti útlaku umožnily vytvořit databázi, která obsahuje kolem 1 200 000 dokumentů.
Ústav národní paměti vydal tiskem od roku 1995, kdy vyšel první díl série - Rozstrzelani w Katyniu. Abecední seznam 4410 polských válečných zajatců z Kozielska zastřelených v dubnu až květnu 1940 podle sovětských, polských a německých zdrojů, do roku 2013 celkem 21 svazků dokumentů. Kromě toho má v databázi dva neověřené sborníky - tzv. ukrajinský seznam (vězni zastřelení na základě rozhodnutí sovětských orgánů z 5. března 1940) a "Seznam případů vedených orgány NKVD západní Ukrajiny a Běloruska" (seznam zatčených osob, proti kterým bylo zahájeno vyšetřování v letech 1939-1941). 
V internetové databázi "Indeks Represjonowanych (Index of the Repressed)", která je dostupná na webových stránkách Ústavu národní paměti, je přes 316 000 záznamů, včetně obětí katyňského masakru z táborů v Kozelsku, Ostaškově a Starobělsku, válečných zajatců držených v jiných táborech, osob deportovaných v letech 1940-1941 hluboko do SSSR, osob internovaných na přelomu let 1944 a 1945 a vězňů pracovních táborů u Vorkuty. IPN vede také databázi obětí nacistické okupace z let 1939-1945, kterou spravuje Polish-German Reconciliation Foundation.

### Občanské aktivity
Po celá desetiletí komunistického režimu a bez ohledu na různá pronásledování připomínaly Katyňský masakr rodiny příbuzných zavražďených. Dělaly to v "podzemí" - hlavně v kostelech. Katyňský masakr se v Polsku veřejně připomíná od roku 1974 jako vlastenecké a náboženské dny. V Katyňském údolí na vojenském hřbitově ve Varšavě je organizoval Kruh národní paměti, který založili páter Wacław Karłowicz a Stefan Melak.  

### Katyňské údolí

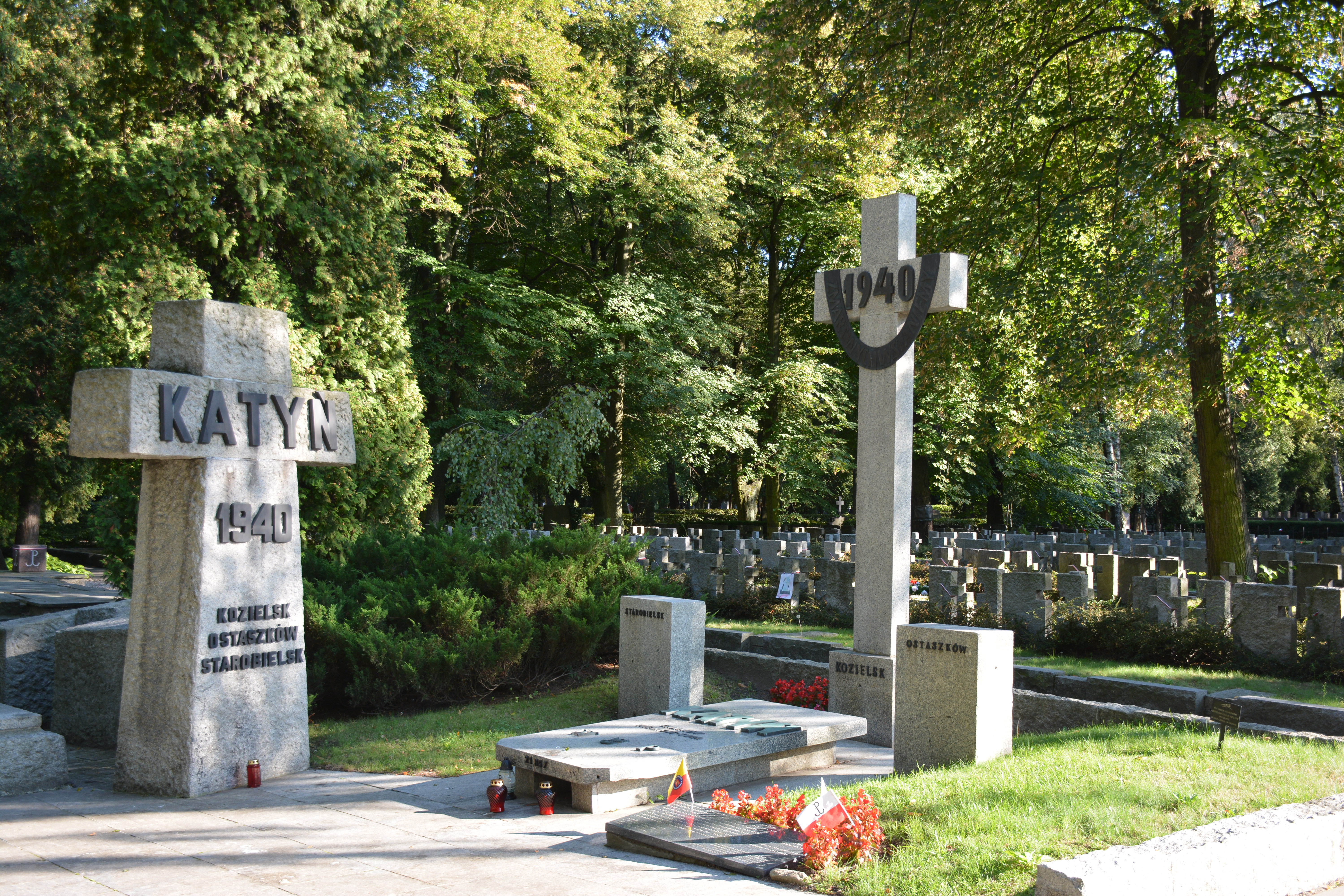
Památník v Katyňském údolí

V roce 1980, kdy po vlně stávek vznikly nezávislé odbory Solidarita, se na svátek Všech svatých v Katyňském údolí sešlo shromáždění asi 2000 lidí, aby uctilo památku polských válečných zajatců zavražděných v roce 1940 v Katyni sovětskou politickou policií NKVD. V dubnu 1981 byly v Katyňském údolí opět uspořádány vzpomínkové akce na oběti zločinu, což sovětský list Pravda komentoval: "Protisovětské a kontrarevoluční síly uspořádaly na varšavském hřbitově protisovětský sabat".
V květnu 1981 byl ve Varšavě založen ilegální Občanský výbor pro výstavbu katyňského pomníku (později Občanský výbor pro výstavbu pomníku katyňským obětem). 31. července 1981 vztyčili členové Výboru v Katyňském údolí 4,5 metru vysoký kamenný kříž s datem 1940, korunovaný polskou orlicí, s deskou s nápisem Katyň a písmeny WP (Polská lidová armáda) a sloupy s názvy táborů NKVD, kde byli po sovětské agresi proti Polsku v roce 1939 vězněni polští váleční zajatci. Iniciátory vztyčení kříže byli páter Stefan Niedzielak a Stefan Melak. Ještě téže noci byl kříž rozebrán a odvezen Státní policií (SB) pomocí těžkého jeřábu. Téhož roku v prosinci byl na stejném místě vztyčen dřevěný kříž, který komunistický režim vzápětí odstranil. Stejný osud měl dřevěný kříž vztyčený roku 1984. 
Iniciativy na postavení kříže se pak chopila státem oficiálně registrovaná Unie vojenských veteránů (Związek Bojowników o Wolność i Demokrację), která zadala soutěž na zhotovení žulového pomníku. Vítězové soutěže, sochaři Adam Myjak a Janusz Pastwa, pomník opatřili nápisem Żołnierzom polskim spoczywającym w ziemi katyńskiej a letopočtem 1940. Po protestu velvyslanectví SSSR, které trvalo na změně letopočtu na 1941, aby zločin mohl být připsán německé armádě, instalaci pomníku nedokončili a ten skončil v armádním skladišti. Místo bylo obehnáno plotem a roku 1985 tam polská vláda Wojciecha Jaruzelského nechala vztyčit kříž s falešným nápisem Żołnierzom polskim ofiarom hitlerowskiego faszyzmu spoczywającym w ziemi katyńskiej – 1941 rok, proti kterému se ohradila německá vláda a švýcarský Neue Zürcher Zeitung to komentoval jako Jaruzelského velezradu. V následujících letech 1985 a 1988 se u pomníku konaly masové demonstrace Poláků, kteří skandovali Pravda zvítězí a sloup zakryli polskou vlajkou s nápisem Požadujeme pravdu - Katyň 1940. 
V lednu 1989 byl „neznámými pachateli“ zavražděn farář Stefan Niedzielak, spoluzakladatel spolku Katyňské rodiny a iniciátor vztyčení prvního kříže v roce 1981. Veškeré klíčové materiály z vyšetřování jeho vraždy se ztratily. V březnu 1989, na žádost sdružení Katyňských rodin, nechala Rada pro ochranu vojenských míst a utrpení (Rada Ochrony Pamięci Walk i Męczeństwa) na památníku vyměnit letopočet za rok 1940 a dodatečně zde umístila jména dalších sovětských vojenských vězení -  Kozielsk, Ostaszków a Starobielsk. V noci opět „neznámí pachatelé“ tyto tabulky strhli. Rada také přivezla do Polska urnu s prstí z Katyně a vložila ji do varšavského Hrobu neznámého vojína. 
Původní pomník, odstraněný v roce 1981, byl na vojenském hřbitově v Powązkách zasazen v noci z 5. na 6. července 1989 neznámými osobami. Roku 1993 pomník navštívil ruský prezident Boris Jelcin a Polákům se omluvil. V roce 1995 byl v Katyňském údolí postaven památný náhrobek. Dne 31. července 1995 se uskutečnilo slavnostní odhalení náhrobku i vládního pomníku. Granitový pomník sochařů Myjaka a Pastwy byl roku 1995 instalován před Chrámem Panny Marie Vítězné (Konkatedra Matki Bożej Zwycięskiej) ve Varšavě, na ul. Grochowskiej 365.

## Katyňské muzeum

### Historie
Zlomovým obdobím v historii připomínání katyňského masakru byly roky 1988-89, kdy se rodiny zavražďených začaly za silné podpory většiny polské společnosti navzájem kontaktovat kolem Sdružení katyňských rodin. V té době vznikl Nezávislý historický výbor pro vyšetřování katyňského masakru, který zpracovával životopisy katyňských obětí. Po navázání úzké spolupráce začaly oba kruhy hledat možnosti vytvoření stálé expozice připomínající tento zločin - jako trvalého místa pro prezentaci dokumentů a památek na oběti. Během vědeckého zasedání, které Výbor uspořádal v dubnu 1990 na Varšavské univerzitě, se diskutovalo o nutnosti založit Katyňské muzeum.
Počátkem stálé expozice Katyňského muzea v jeho prvních prostorách byla výstava uspořádaná Katyňskými rodinami Nejen Katyň v kostele Svatého Kříže ve Varšavě v březnu a dubnu 1990. Stalo se to ještě předtím, než se Sovětský svaz ke zločinu oficiálně přiznal - v památném projevu Michaila Gorbačova z 13. dubna 1990. 

### Sídlo
První muzeum připomínající katyňský masakr bylo otevřeno 29. června 1993 díky úsilí kruhů spojených s Katyňskými rodinami a iniciativě Muzea polské armády. Jeho prostory se nacházely v pevnosti Czerniaków. V roce 2008 obdrželo muzeum medaili ke Dni památky obětí Katyně. V březnu 2009 bylo muzeum z rozhodnutí stavebního dozoru uzavřeno.
Dne 8. dubna 2010 zvítězil v soutěži na návrh nového sídla Katyňského muzea projekt adaptace kaponiéry prvního (jižního) bastionu varšavské citadely od týmu ateliéru Maksa. Dne 17. září 2011 byla v hlavní budově Muzea polské armády ve Varšavě otevřena dočasná výstava Pamięć nie dała się zgładzić…, která představila sbírky katyňského muzea a ohlásila jeho nové expozice v Citadele. V září 2015 bylo muzeum znovu otevřeno v nových prostorách v kaponiéře Citadela.

### Poslání Muzea
Obecným cílem muzea je uchovávat shromážděné národní kulturní památky, které se vztahují k historii polských ozbrojených sil, řádně je udržovat a zpřístupňovat pro vědecké, didaktické a vzdělávací účely, aby sloužily vědě a popularizovaly znalosti o polské vojenské historii. 
Muzeum je svou povahou historicko-martyrologické. Shromažďuje mimo jiné památky na zavražděné v Katyni, Mědném, Charkově a Bykovně, které byly nalezeny během exhumačních prací, a také fotografie, archiválie, dopisy a další památky získané od jejich rodin. Velké množství kovových předmětů nakoupilo muzeum roku 2002 od ruských hledačů kovů, kteří je pašovali na polský trh se starožitnostmi. Jeho úkolem je prezentovat katyňský masakr prostřednictvím hmotných památek a četných dokumentů ve stálé expozici. Jako jediné z národních muzeí se snaží prostřednictvím své stálé expozice realizovat program doplňující historické vzdělávání společnosti, zejména mladé generace, a formovat její vlastenecké postoje. Zobrazuje všechny aspekty týkající se osudů Poláků na Východě po 17. září 1939.
Sbírka muzea obsahje přes 3 500 archiválií,

### Hlavní okruhy činnosti muzea
- Uchování památek na katyňský masakr a osudy Poláků v SSSR
- Shromažďování archivů, ikonografických pramenů (fotografií), zpráv, dokumentárních filmů, publikací věnovaných katyňskému masakru.
- Doplnění kartotéky a počítačové evidence obětí z Katyně, Charkova, Tveru.
- Vědecké zpracování sbírek
- Provádění konzervačních činností a výstav
- Šíření povědomí o Katyńském masakru prostřednictvím muzejních lekcí a masmédií

### Ocenění
- 2019 Studio BBGK Architekci za návrh Muzea Katyň získalo cenu East Centric Architecture Triennale v kategorii nejlepší veřejná budova ve střední a východní Evropě.
- 2017 se budova muzea dostala do finále architektonické soutěže o Cenu Miese van der Rohe.
- 2017 obdrželo Muzeum Katyň medaili Pieta Miednoje 1940, kterou uděluje varšavské Sdružení policejní rodiny 1939.

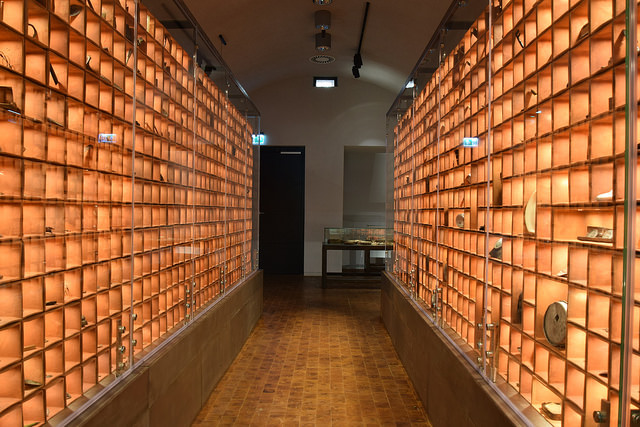
muzejní expozice předmětů nalezených v Katyni
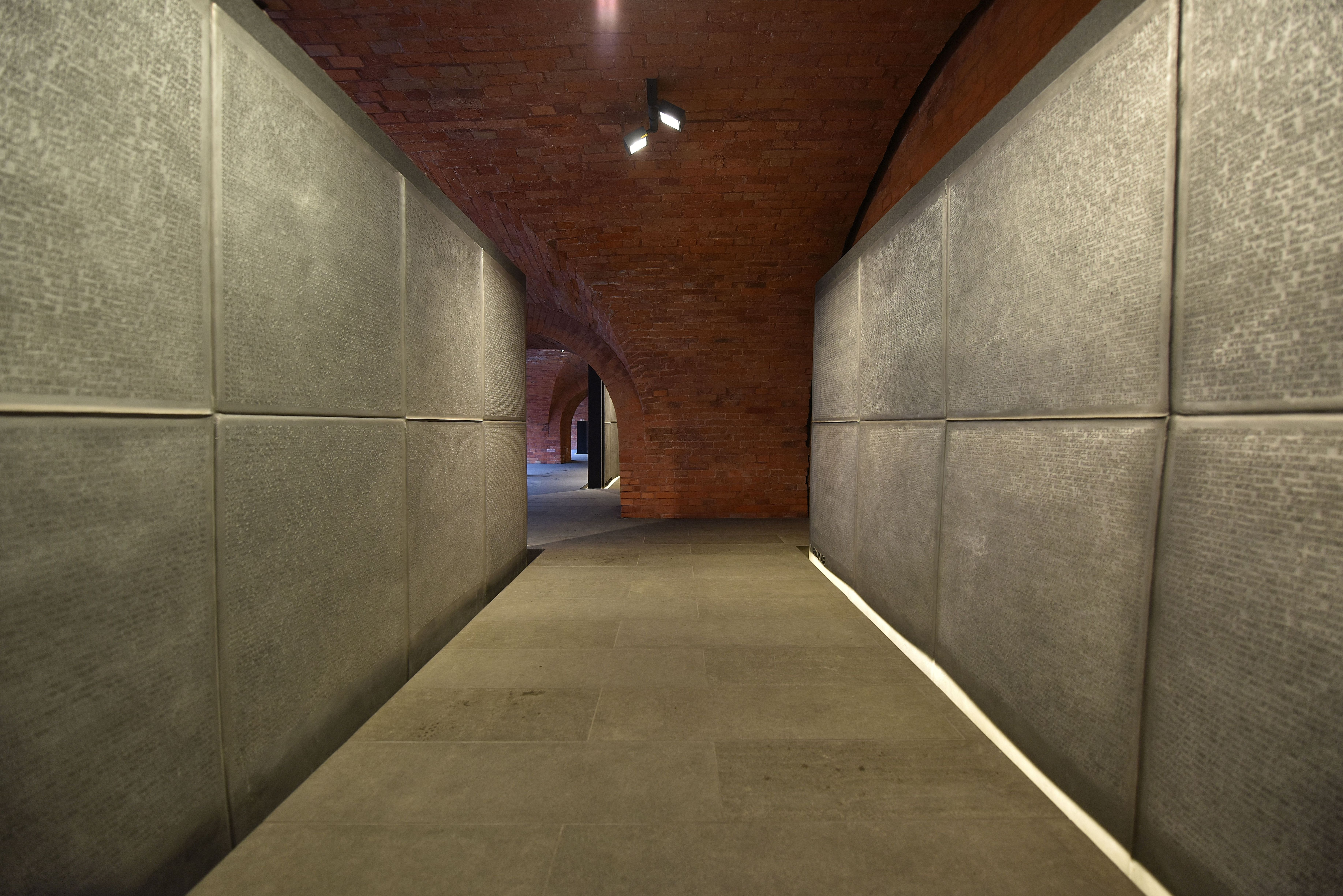
Epitaf v Katyňském muzeu
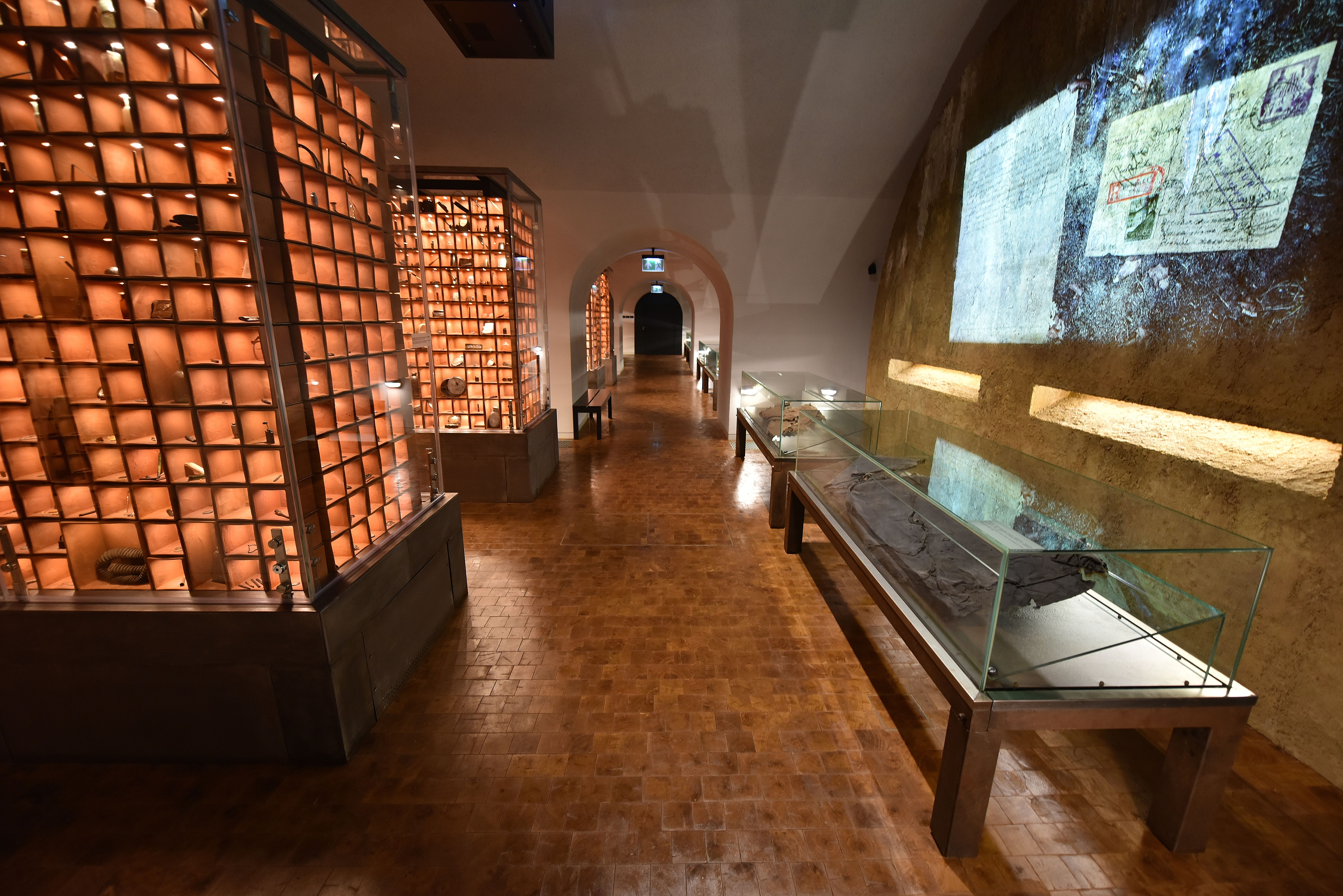
část expozice
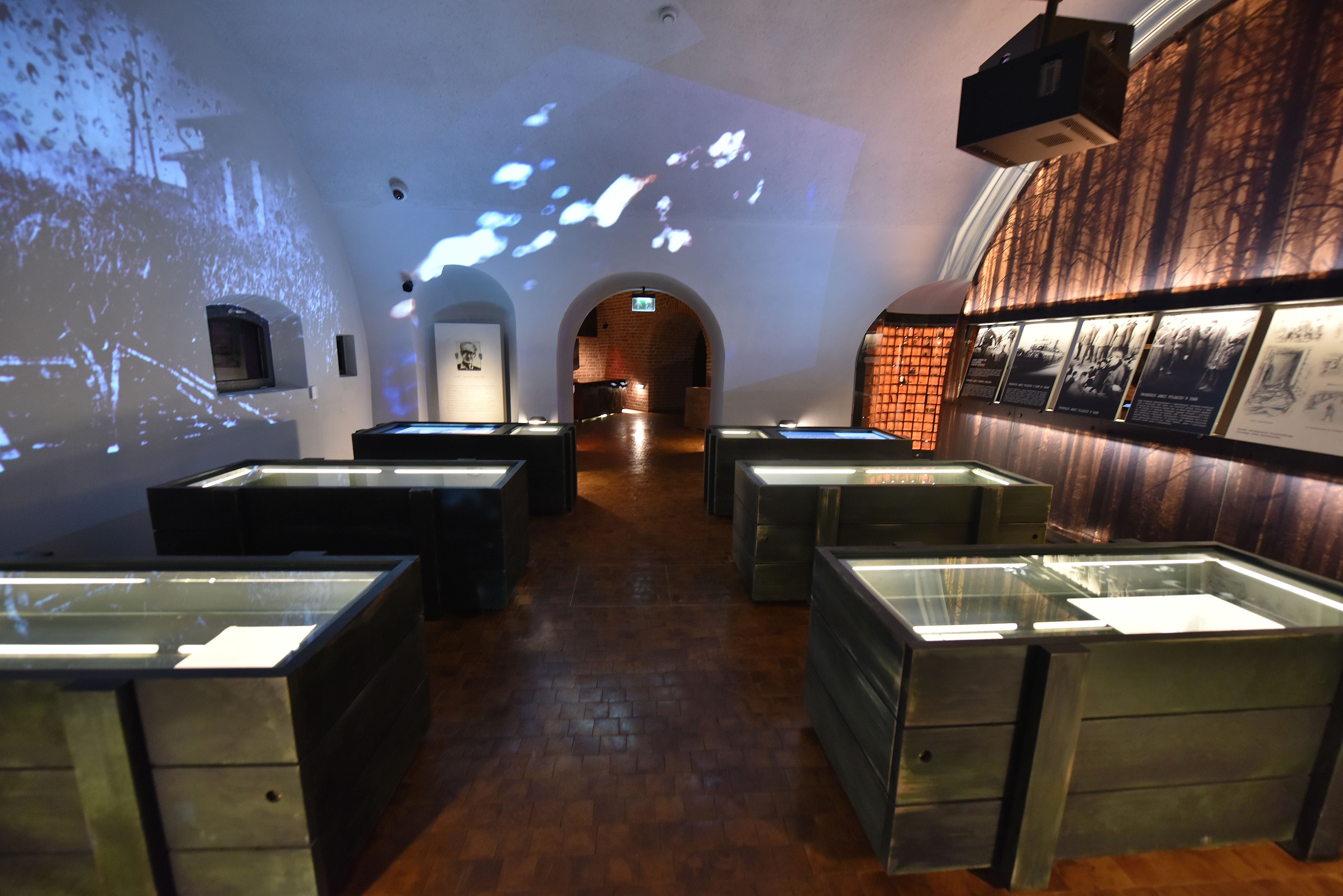
expozice fotografií a dokumentů

## Katyňský pomník ve Varšavě

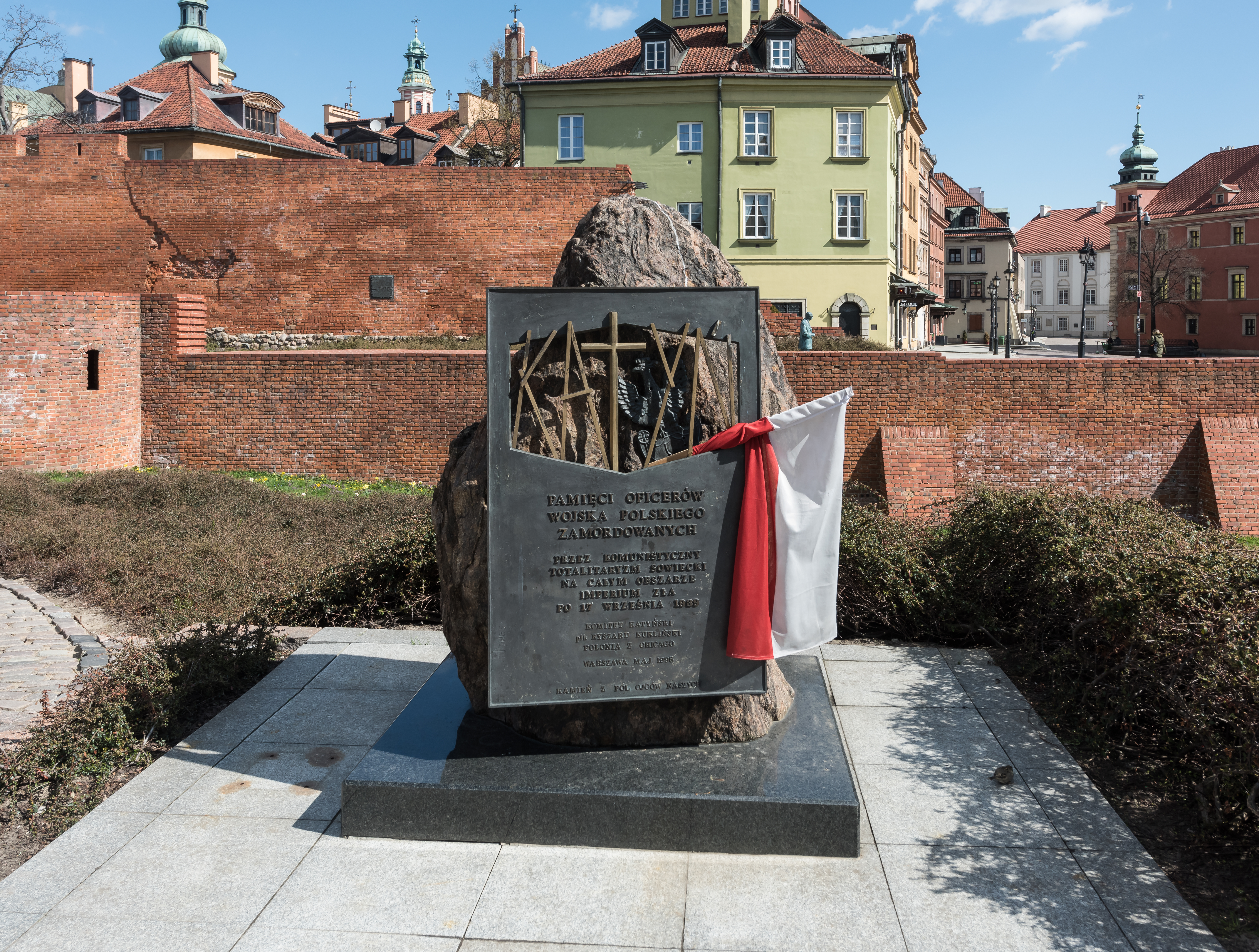
Katyňský pomník ve Varšavě

Pomník byl odhalen 6. května 1998 na ulici Podwale. Je to prostý kámen s mosaznou tabulkou, kde je nápis Katyň a text: Pamięci Oficerów Wojska Polskiego zamordowanych przez komunistyczny totalitaryzm sowiecki na całym obszarze Imperium Zła po 17 września 1939 roku (Na památku důstojníků polské armády zavražděných sovětskou komunistickou totalitou v celé Říši zla po 17. září 1939). Jeho autorem je sochař Andrzej Renes.
Do roku 2012 byl pomník na náměstí Zamkowy a po privatizaci náměstí byl vrácen do blízkosti původního místa v ulici Podwale.

## Polska Fundacja Katyńska

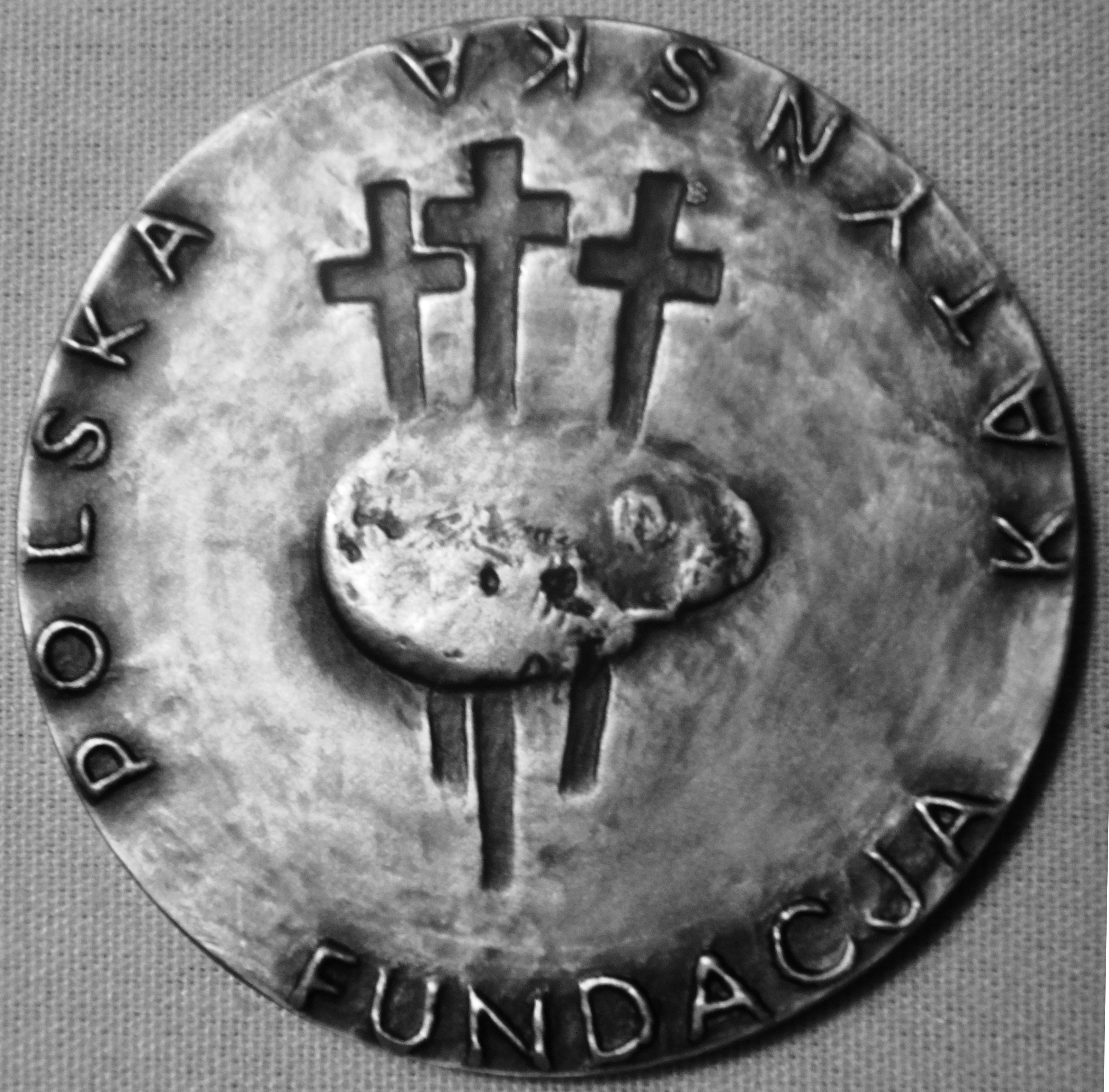
Medaile

Nadace byla založena roku 1992 a svou činnost ukončila roku 2019. Od roku 2008 udělovala Medaili Dne připomínky obětí Katyňského masakru. Ocenila mezi jinými polské a ruské historiky, kteří se zabývali Katyňským masakrem, dále Lecha Wałęsu, Lecha Kaczynského, Katyňské muzeum, ruské sdružení Memorial nebo polské občanské sdružení KARTA. 
Pro interní rozpory v hodnocení filmu Katyň odmítla roku 2008 udělit vyznamenání Andrzeji Wajdovi.

## Pietní místo v Katyni
V místě Katyňského masakru bylo 28. července 2000 vytvořeno pietní místo s vojenským hřbitovem a symbolickou branou s polskou a ruskou vlajkou. V šesti masových hrobech je zde pohřbeno 4 412 polských důstojníků. V ruské části hřbitova je pohřbeno asi 6 500 lidí, popravených NKVD v době Stalinových Velkých čistek ve 30. letech. Podobná pietní místa byla zřízena zároveň v místech dalších masových poprav polských vojáků v Piatykhatky (Charkovská oblast), kde leží i tisíce příslušníků ukrajinské inteligence, zavražděných v letech 1937-1938, dále poblíž Smolenska a vesnice Mednoye.
Místo navštívil roku 2007 Lech Kaczyński. Při cestě do Katyně roku 2010 havarovalo vládní letadlo s Lechem Kaczyńskim u Smolenska a všichni lidé na jeho palubě zahynuli. Roku 2011 navštívil Katyň polský prezident Bronisław Komorowski a ruský prezident Dmitrij Medveděv. 

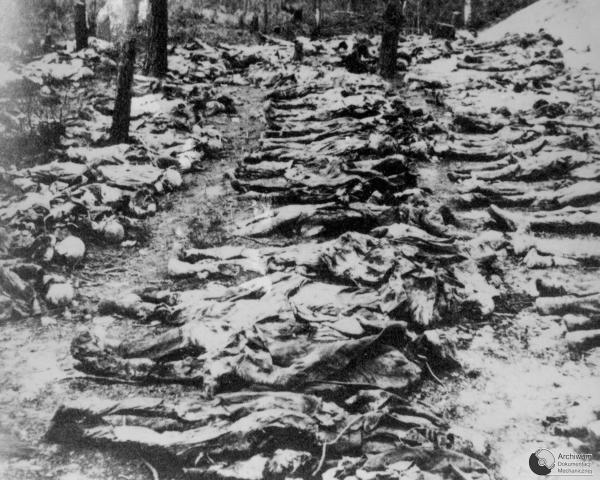
exhumace obětí Katyňského masakru
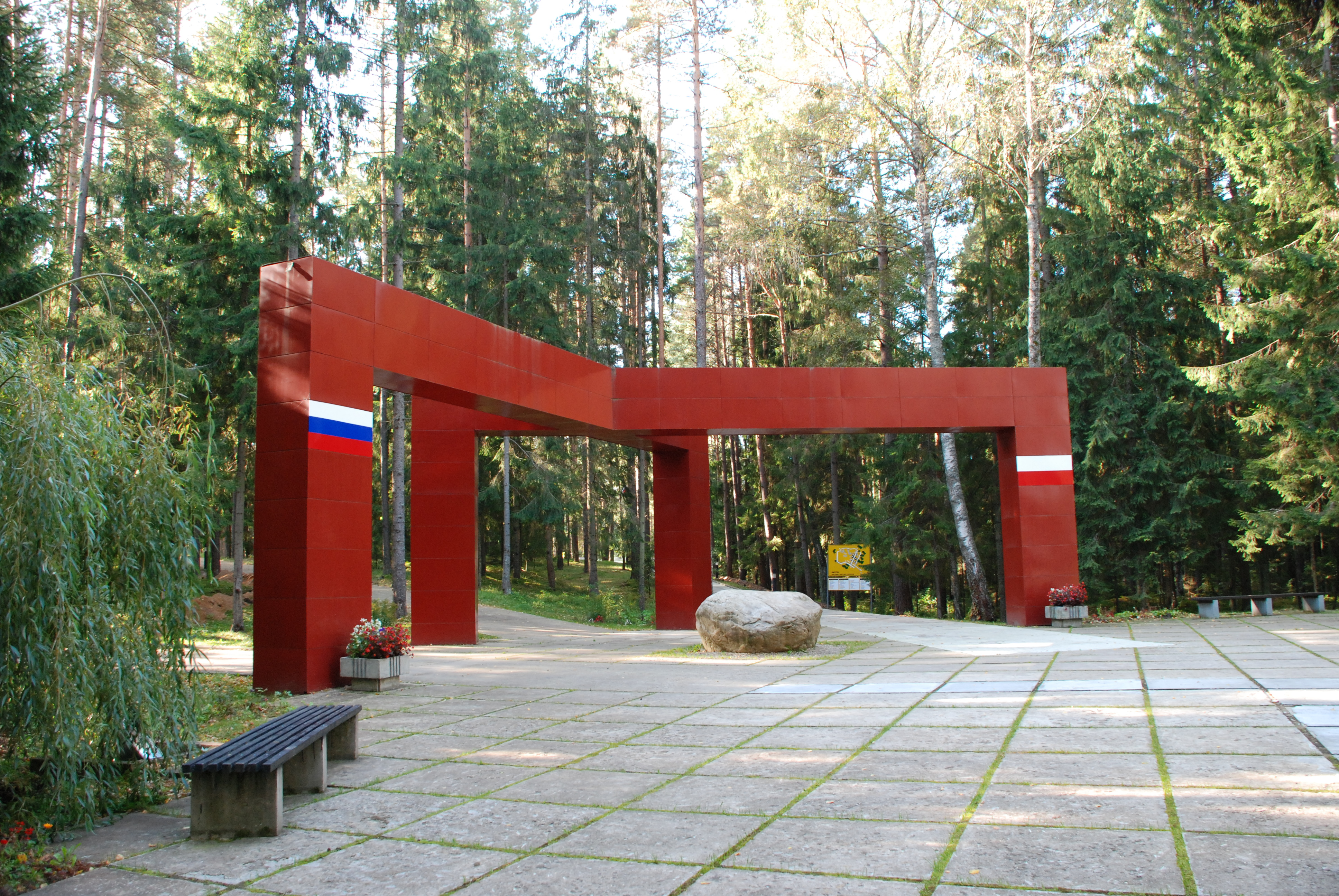
brány hřbitovů
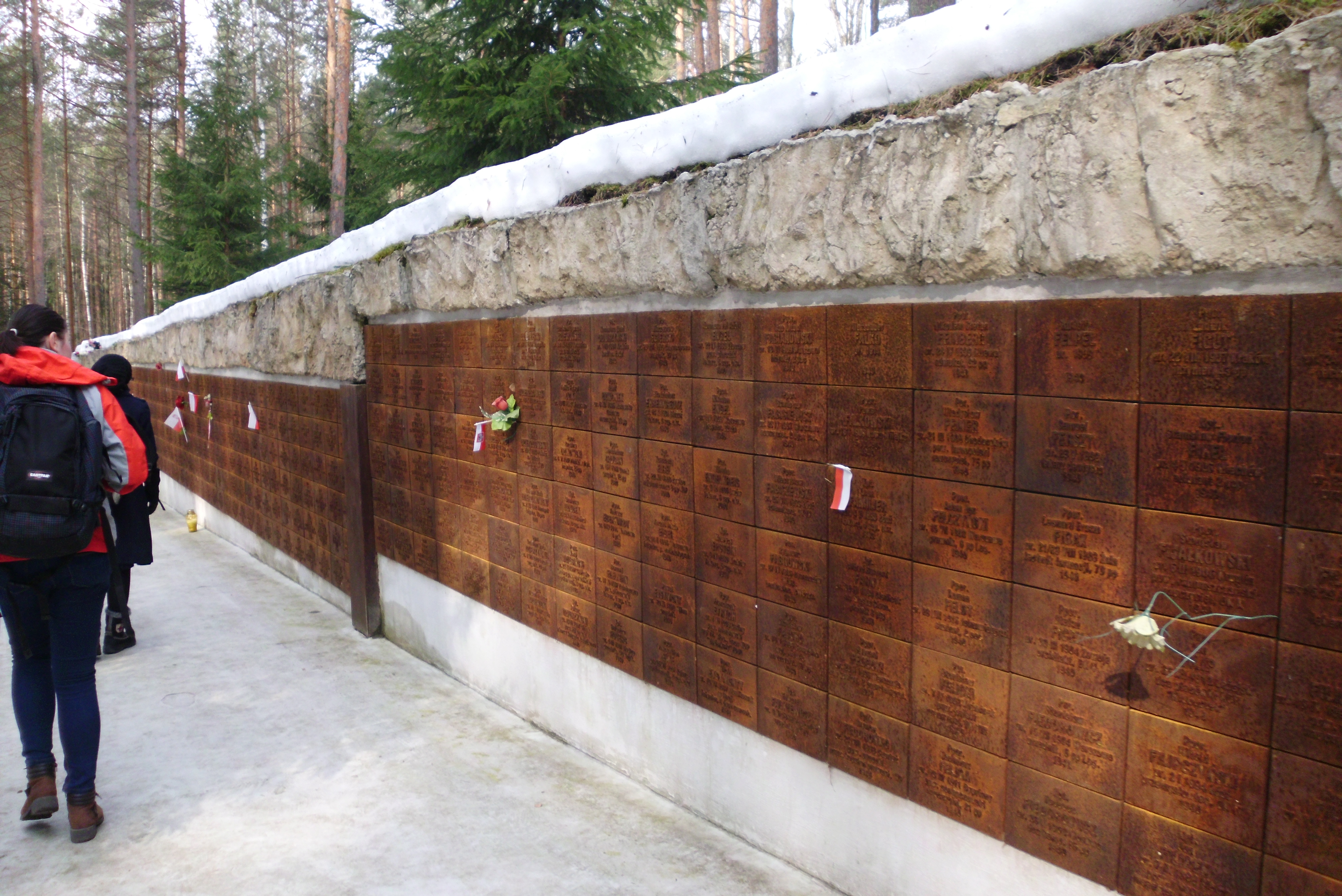
Zeď se jmény obětí masakru (2013)
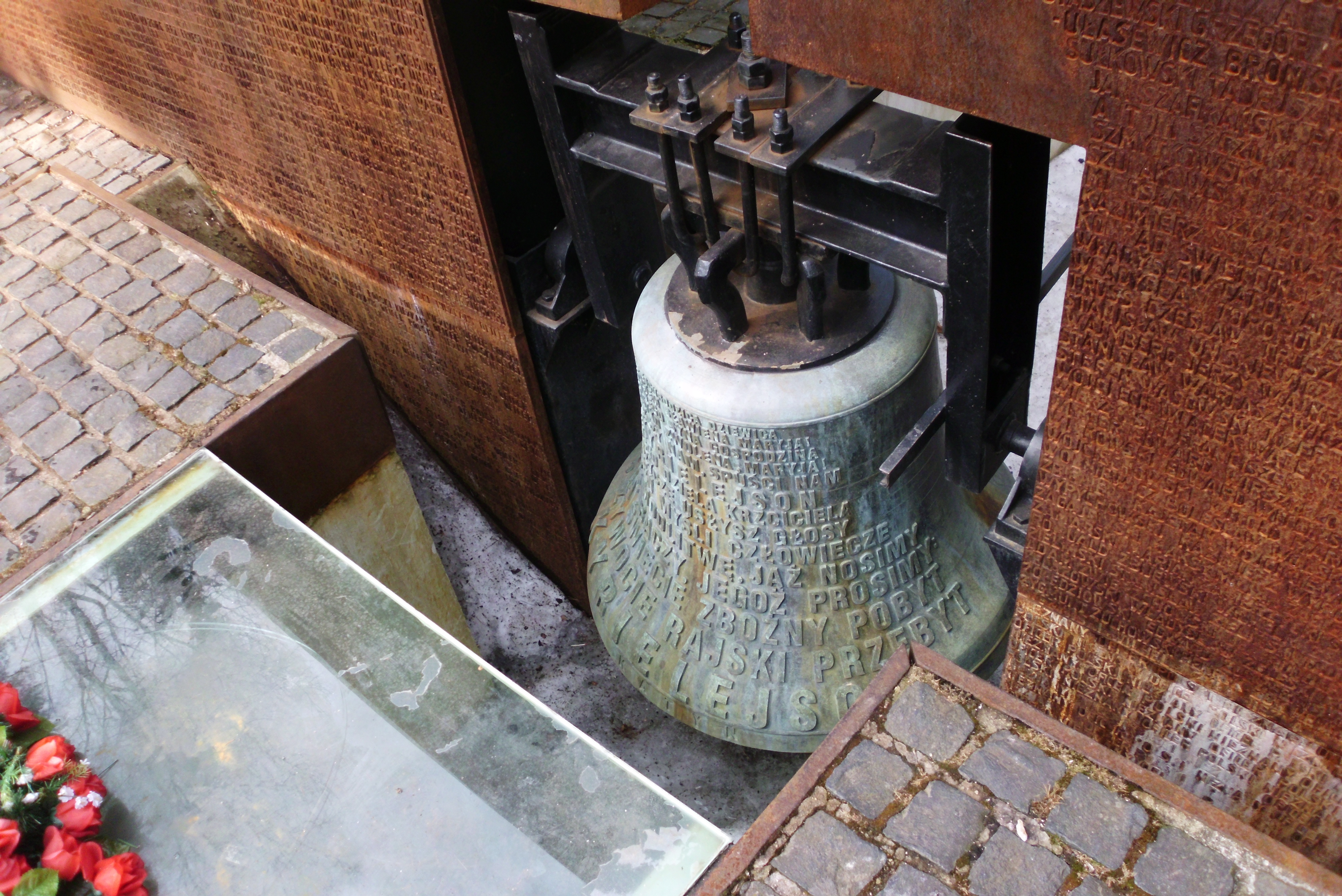
Zvon Paměti

## Místa připomínající Katyňský masakr v Polsku

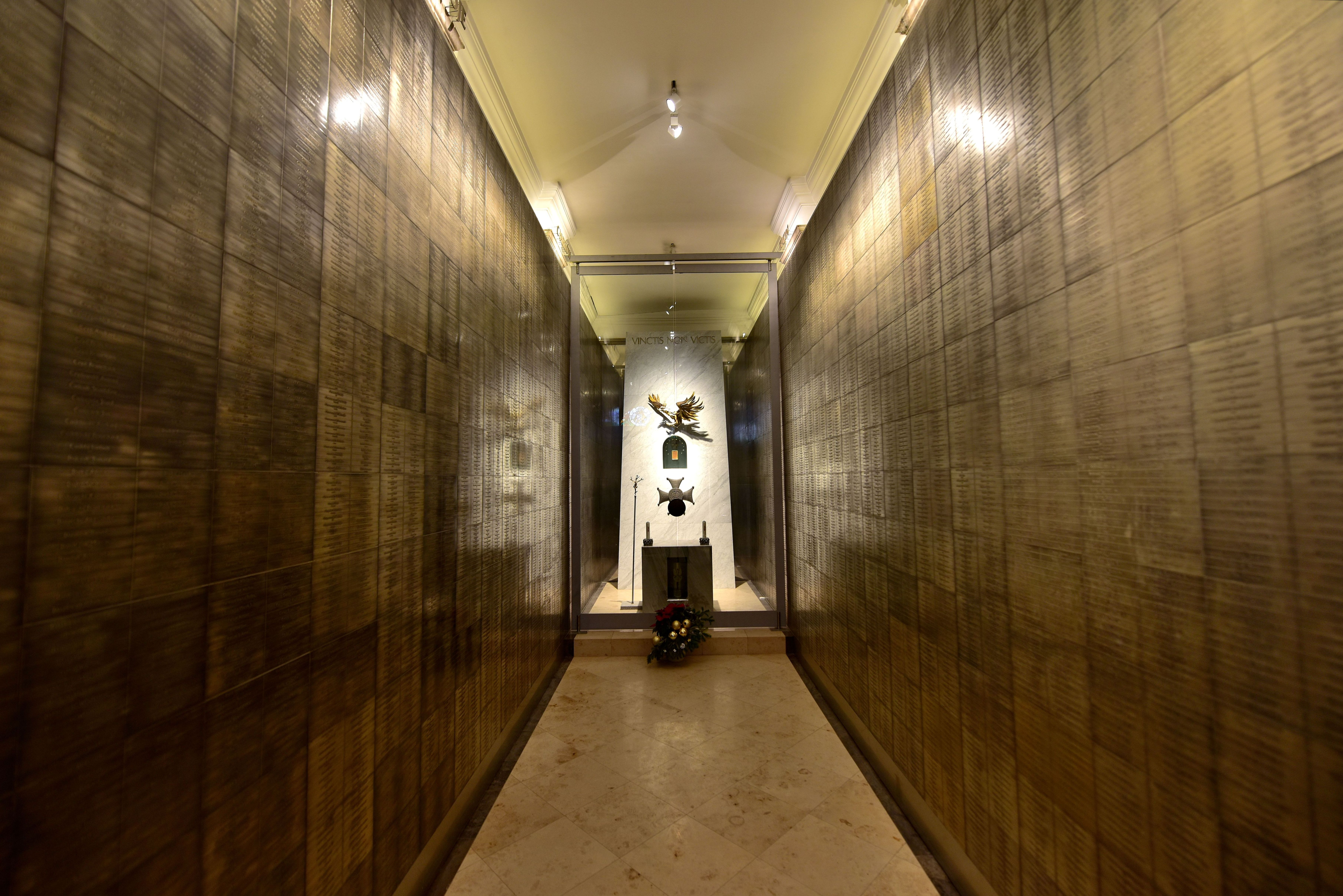
Kaplica Katyńska Katedra polowa Wojska Polskiego, Varšava
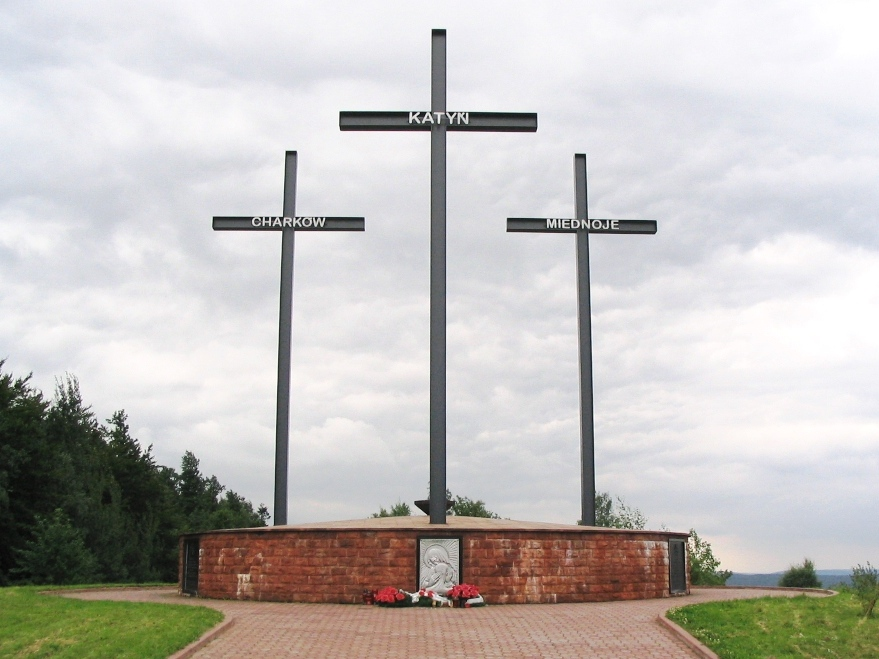
Monument Golgota Wschodu in Huta Szklana
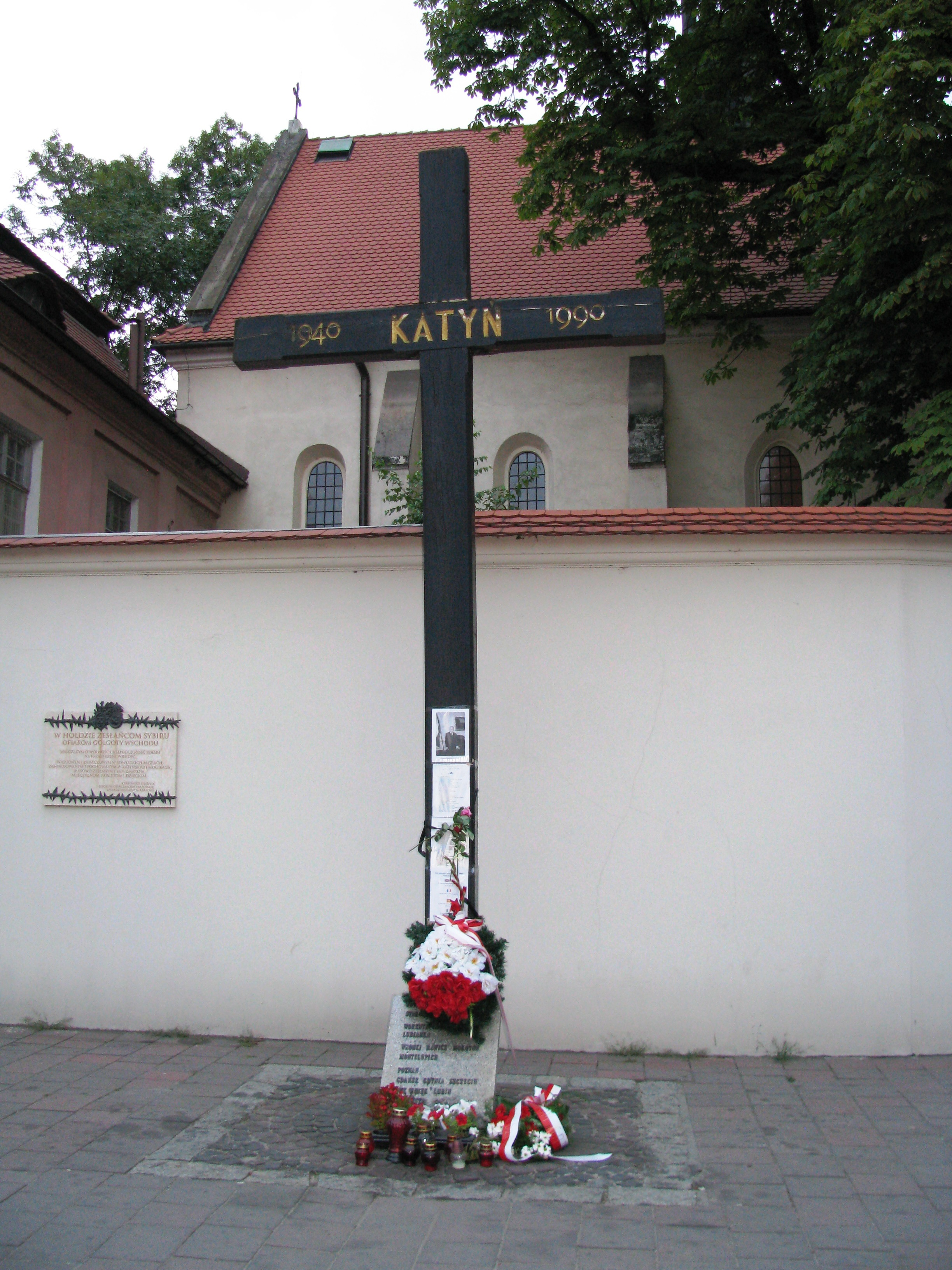
Katyňský kříž, Krakov
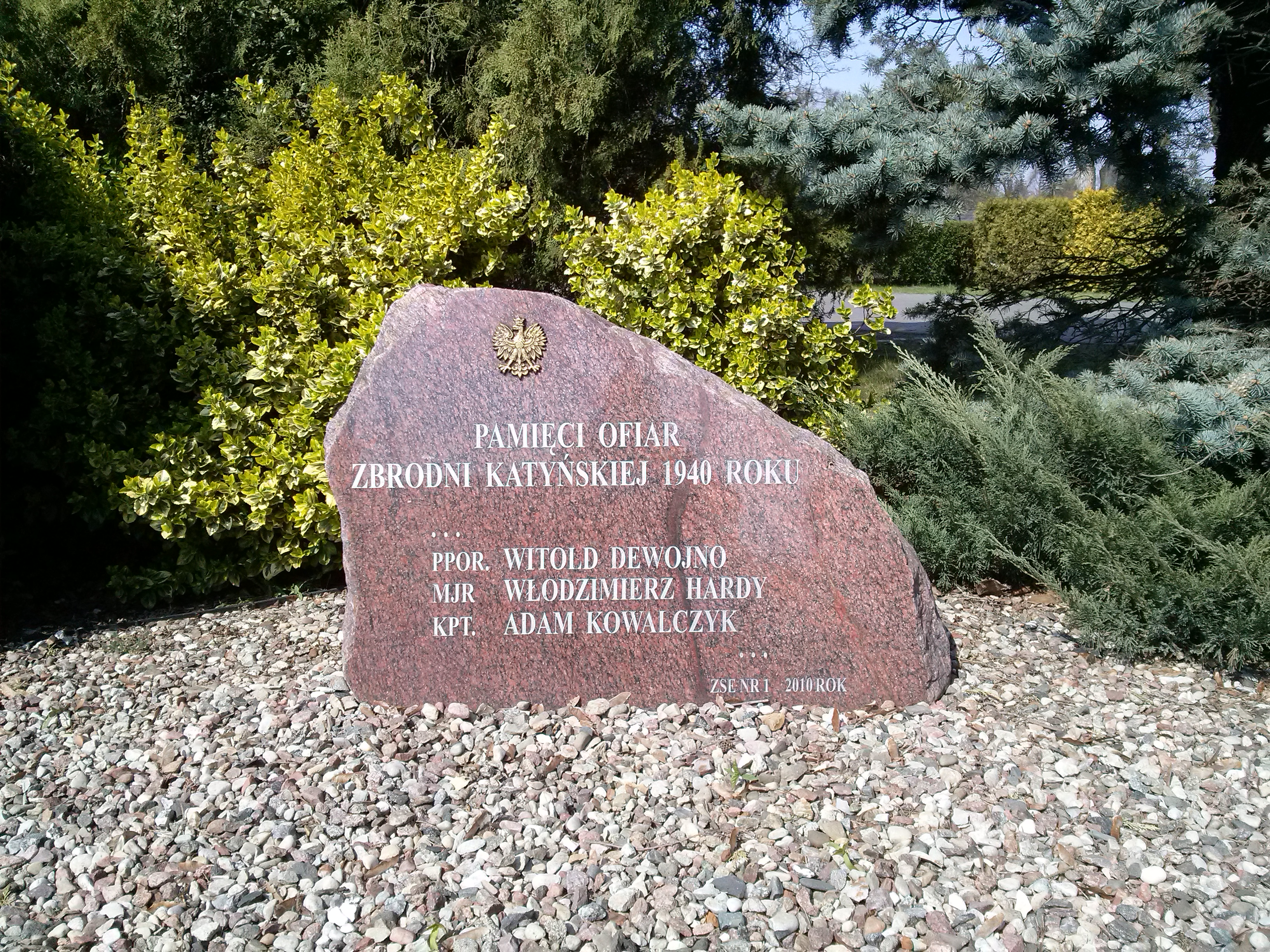
Katyňský pomník, Poznaň
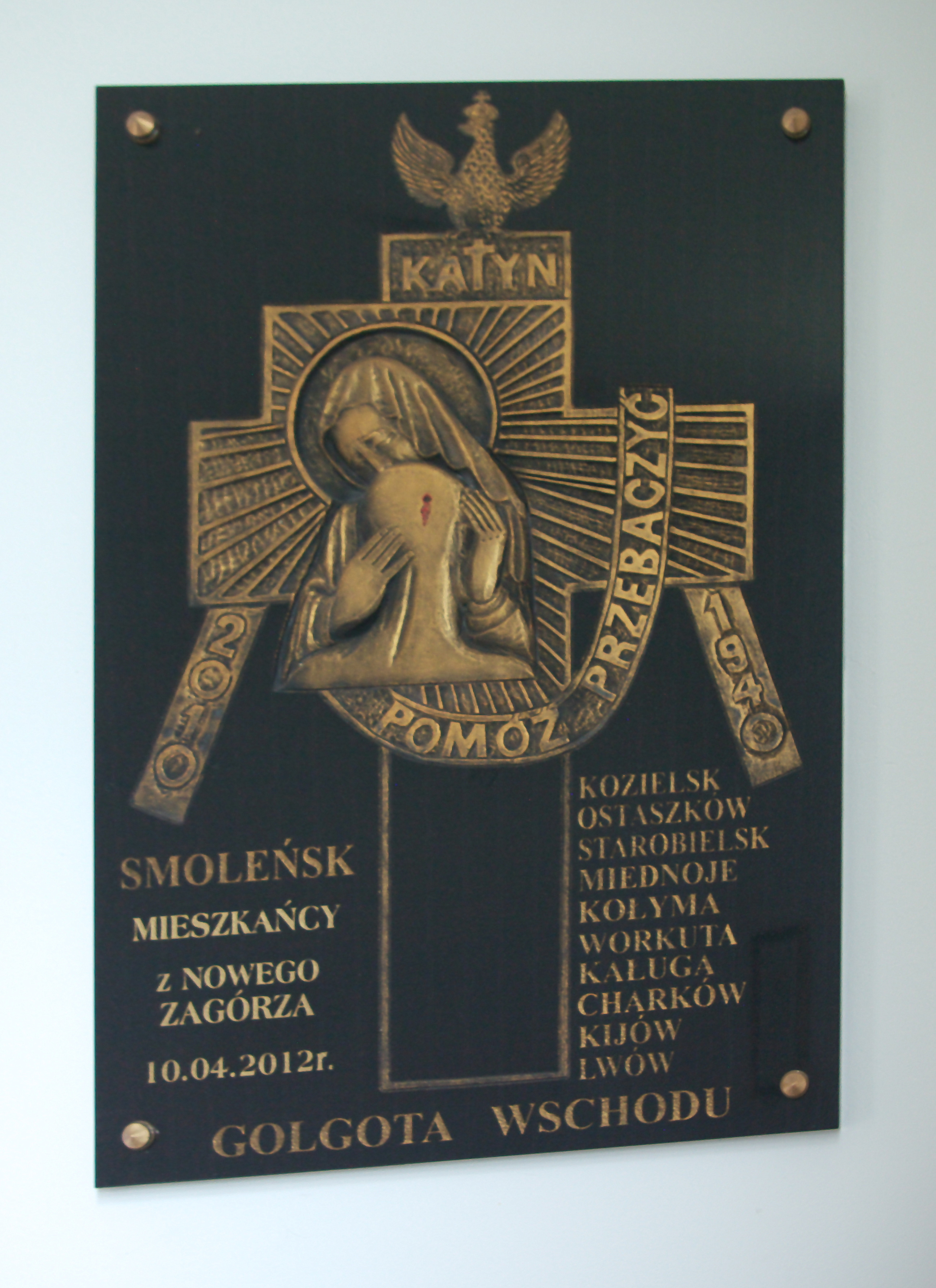
Plaque Golgota Wschodu in Saint Joseph the Worker church in Nowy Zagórz (2020)
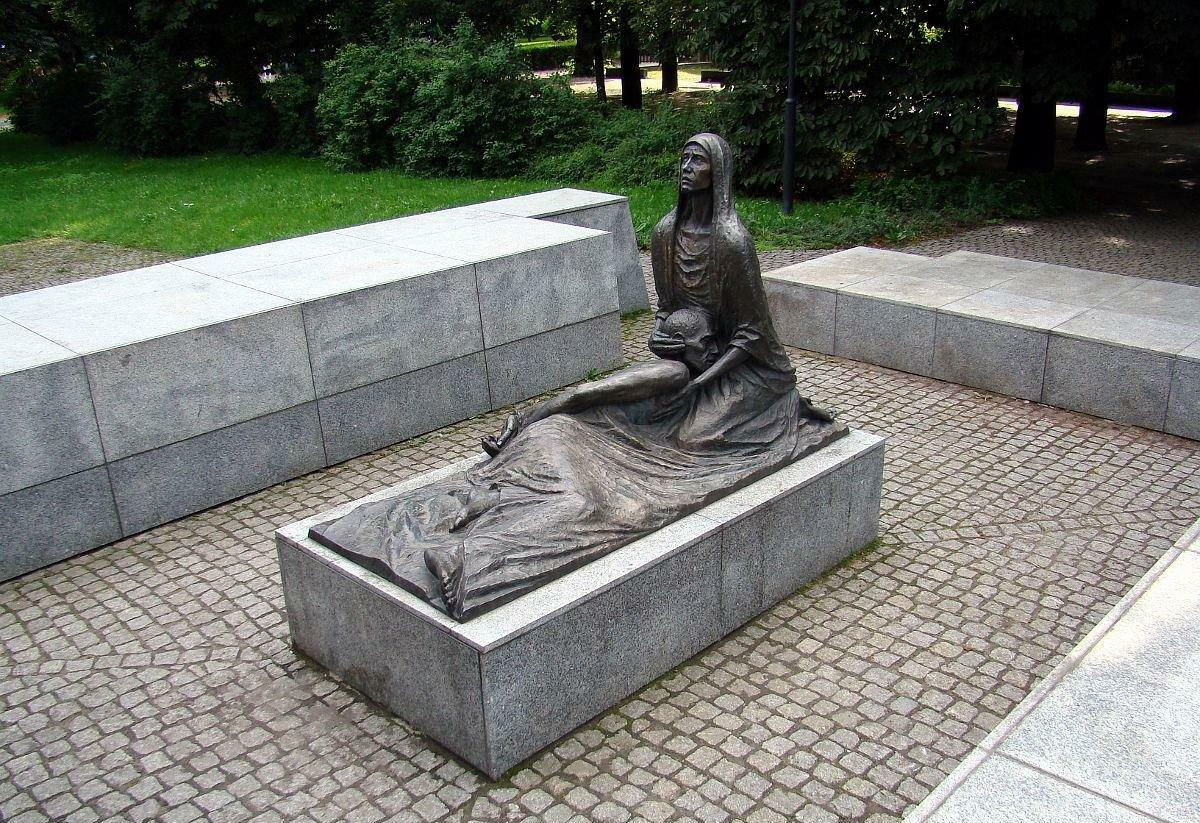
Wrocław, Pomnik ku czci pomordowanych w Katyniu
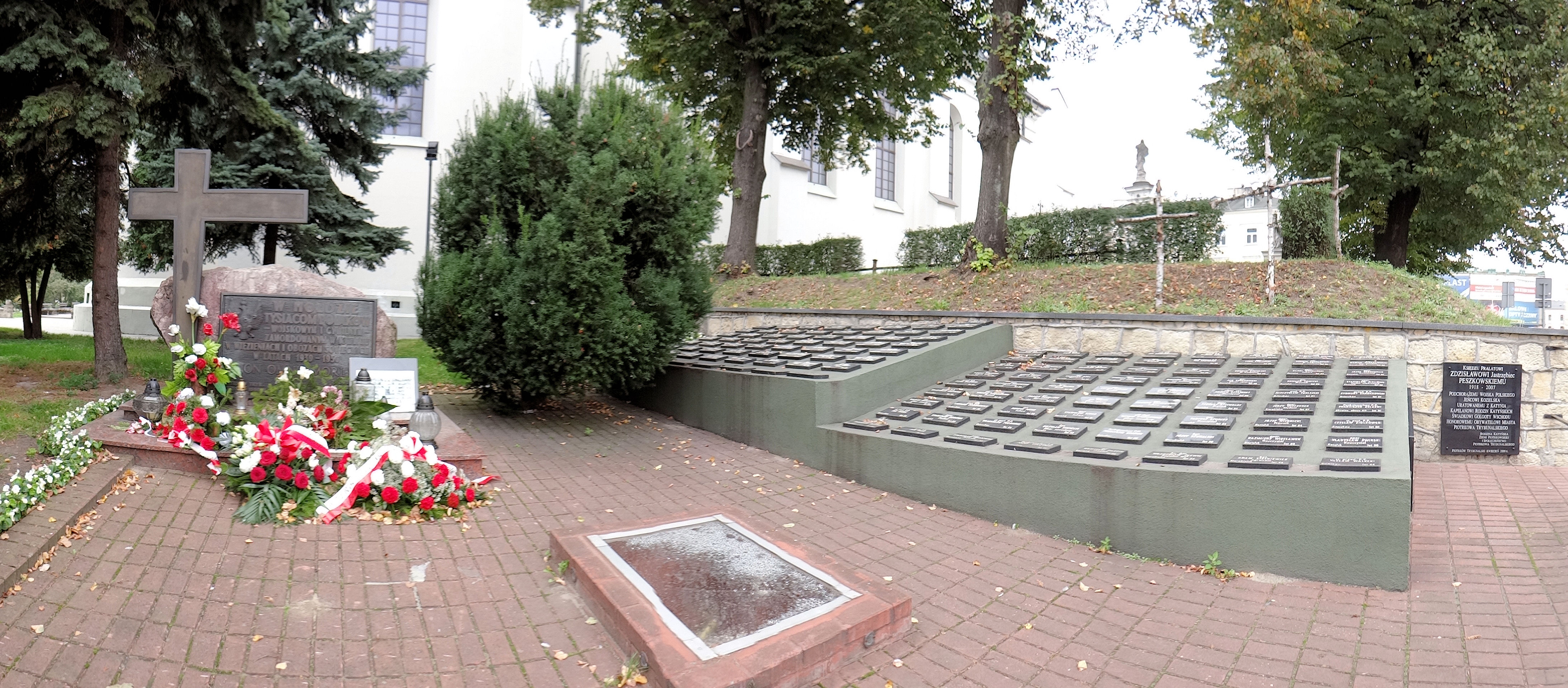
Memorial to Katyn victims in Piotrków Trybunalski
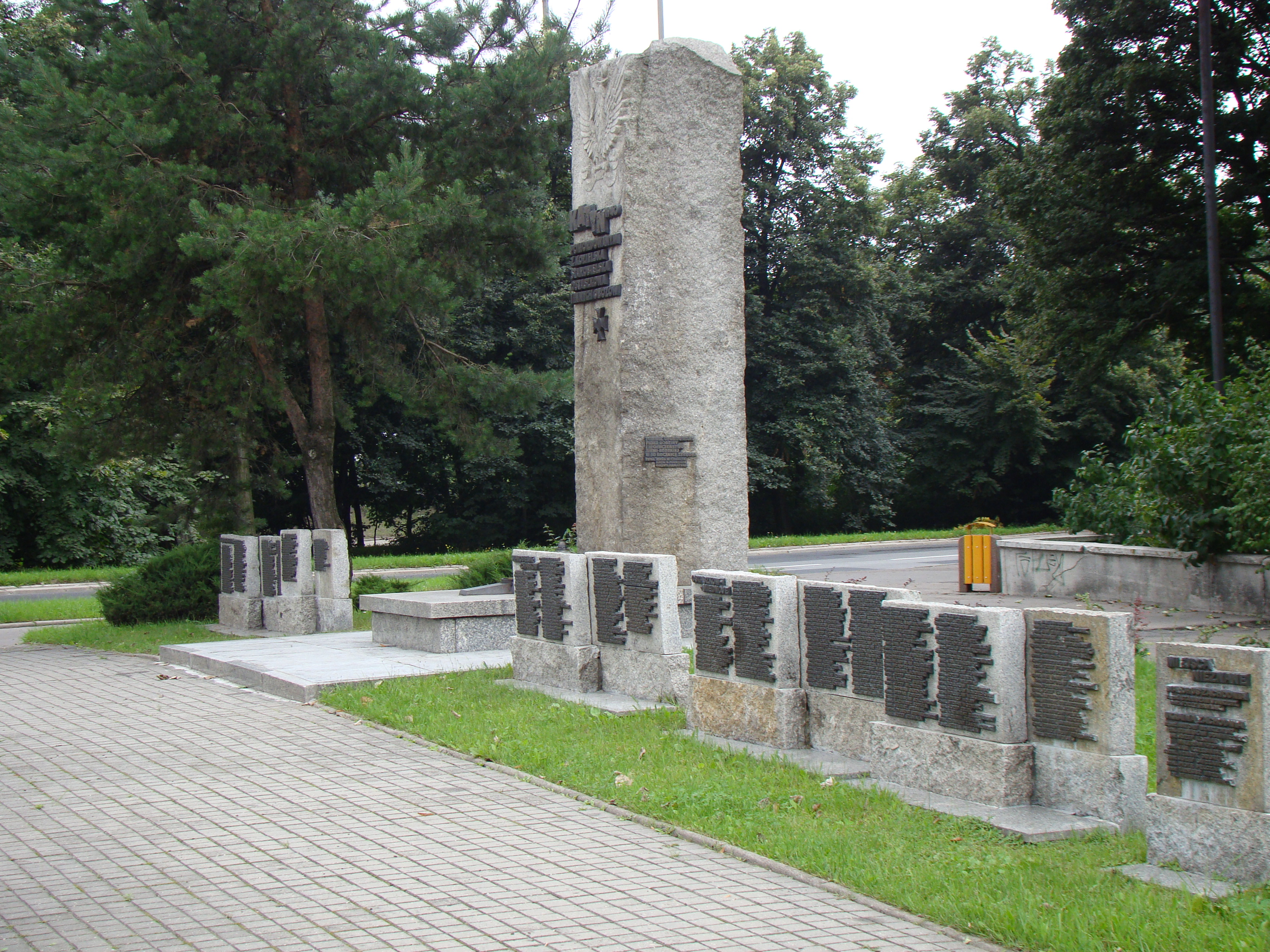
Pomnik Katyński w Łodzi

## Místa připomínající Katyňský masakr v zahraničí

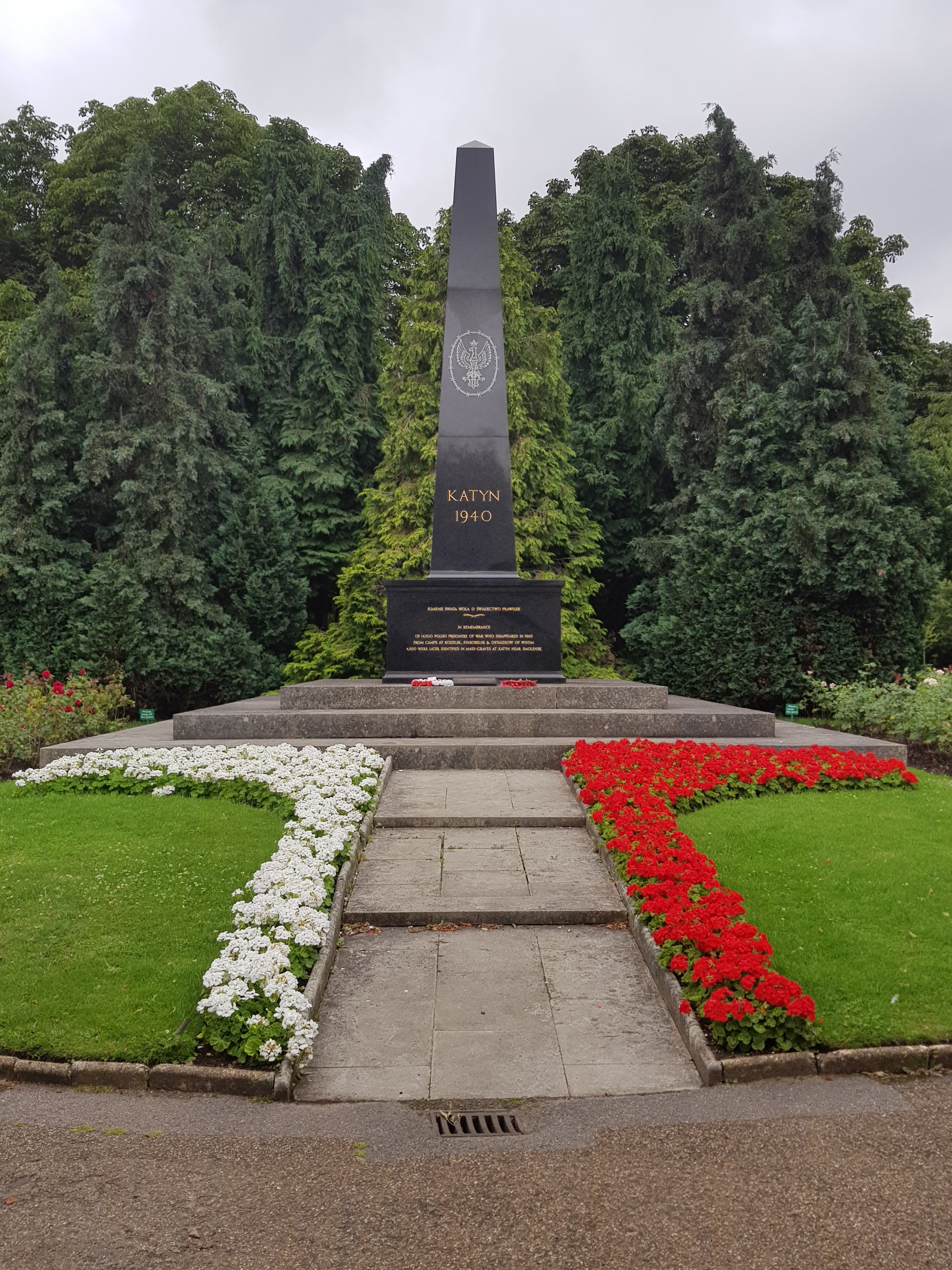
Katyn Memorial, Gunnersbury, London
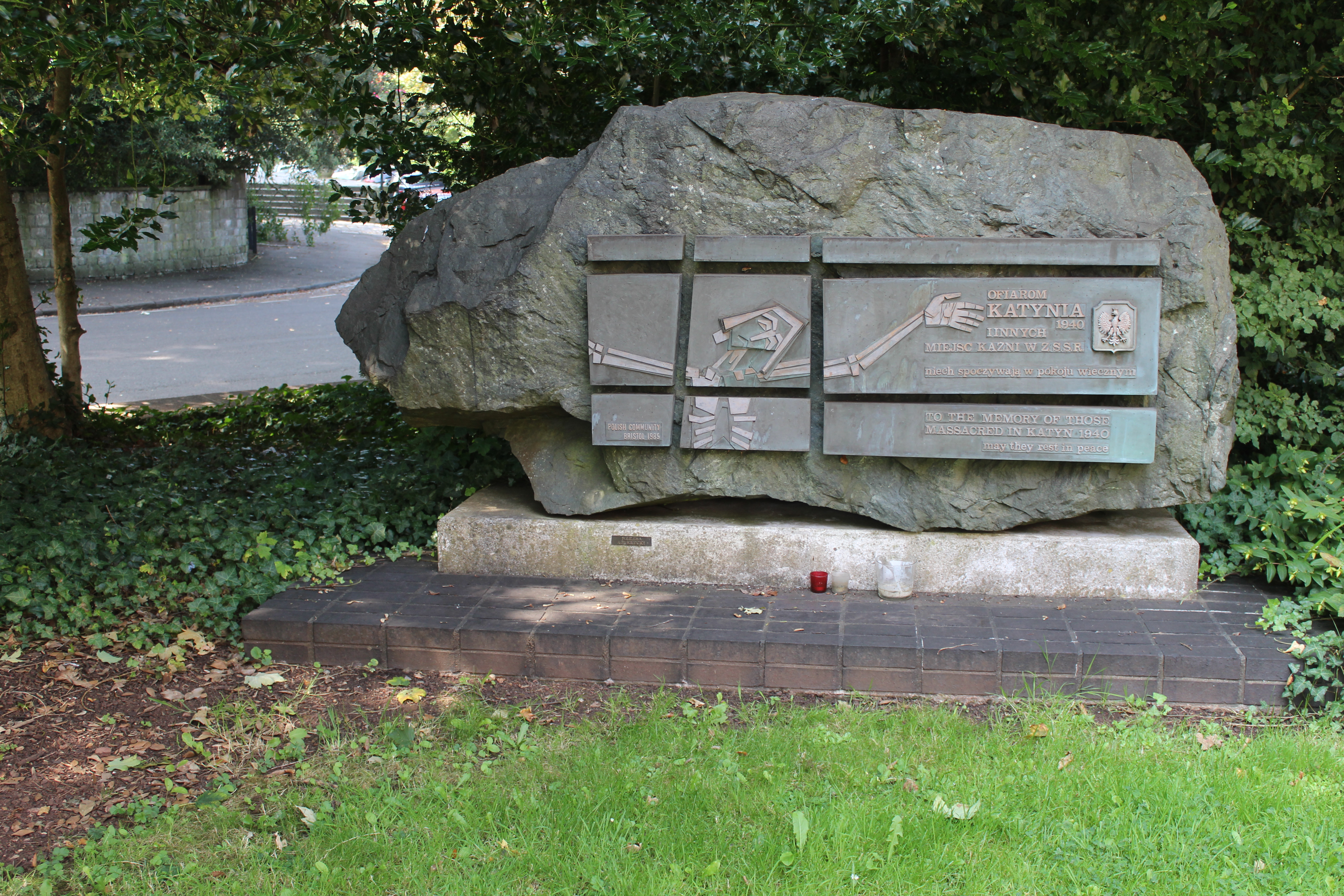
Katyn Memorial by Alexander Paul Klecki, Bristol
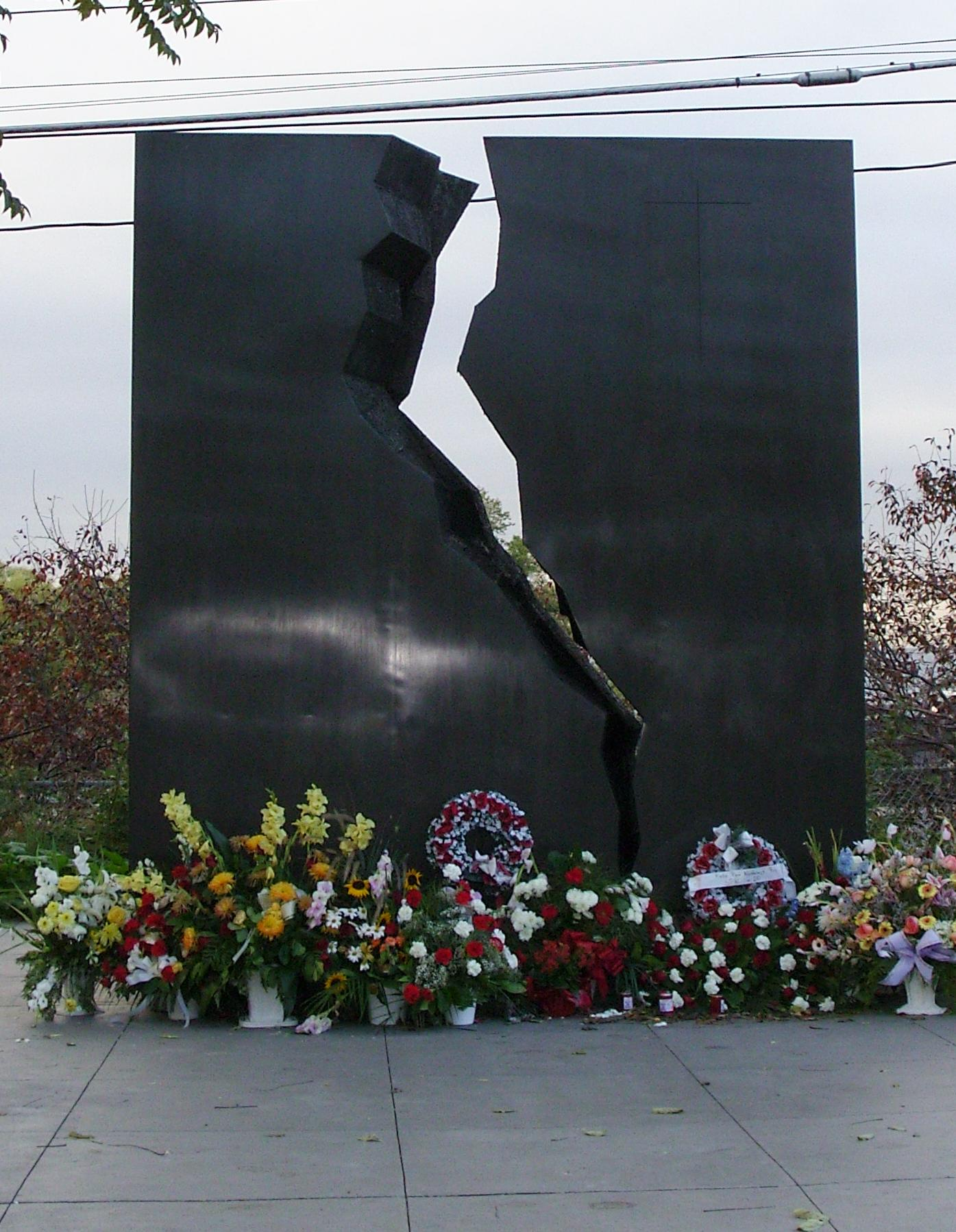
Toronto Katyn Memorial
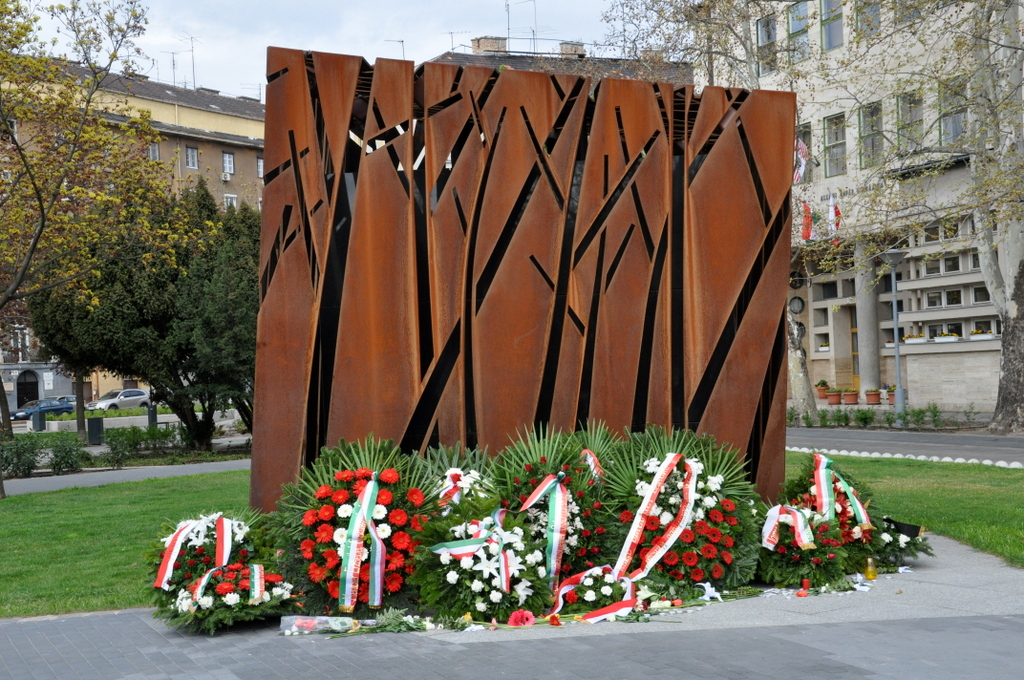
Katyń memorial in Budapest